# British National League (1996-2005)
La British Hockey League est un championnat senior de hockey sur glace en Angleterre et au Pays de Galles. Elle a été créée en 1996.

## Historique
La British Hockey League a été créée en 1996.

## Anciennes Équipes
- Basingstoke Bison (1998-2003)

- Blackburn Hawks (1996-1997)

- Bracknell Bees (2003-2005)

- Cardiff Devils (2001-2003)

- Castlereagh Knights (1996-1997)

- Coventry Blaze (1999-2000)

- Dumfries Vikings (1996-1997)

- Dundee Tezol Stars (2001-2005)

- Edinburgh Capitals (1996-2005)

- Fife Flyers (1996-2005)

- Guildford Flames (1996-2005)

- Hull Stingrays (1999-2005)

- Kingston Hawks (1996-1998)

- Lancashire Hawks (1997-1998)

- Medway Bears (1996-1997)

- Milton Keynes Kings (1999-2003)

- Newcastle Vipers (2002-2005)

- Paisley Pirates (1996-2002)

- Peterborough Pirates (1996-2002)

- Slough Jets (1996-2002)

- Swindon Icelords (1996-1997)

- Telford Tigers (1998-1999)

- Telford Timberwolves (2000-2001)

- Whitley Warriors (1996-1997)

## Champion de la Saison Régulière
- 1996-1997 : Division Nord : Fife Flyers

- 1996-1997 : Division Sud : Swindon IceLords

- 1997-1998 : Guildford Flames

- 1998-1999 : Slough Jets

- 1999-2000 : Fife Flyers

- 2000-2001 : Flames Guildford

- 2001-2002 : Dundee Stars

- 2002-2003 : Coventry Blaze

- 2003-2004 : Fife Flyers

- 2004-2005 : Bracknell Bees